# 南洋河
南洋河，流经中华人民共和国山西省东北部和河北省西北部的一条河流，是洋河两源之一，源头称白登河，发源于山西省阳高县下深井乡丰稔山村，北流至王官屯镇小安滩村以东转东北流，流经天镇县中部和河北省怀安县西部地区，于怀安县柴沟堡镇第十屯村以北与东洋河汇合，构成洋河干流。河流全长59.5千米，流域面积2936平方千米，年均径流量1.29亿立方米。流域地处西北阴山支脉大青山西部，沿岸地势起伏，切割明显。